# Clémence
Clémence (Neuilly-sur-Seine, 29 november 1988, artiestennaam van Clémence Saint-Preux) is een Franse zangeres. Ze is de jongste dochter van de bekende Franse componist Saint-Preux.
In Frankrijk kreeg ze enige bekendheid in 2000 door samen met Johnny Hallyday te zingen, en later met Jean-Baptiste Maunier.
In 2007 kreeg ze behoorlijke internationale bekendheid doordat ze bij SellaBand genoeg steun verwierf om een cd op te nemen.
In 2011 speelt ze een bijrol in de film Perfect Baby als Amy.
In 2015 neemt ze deel aan The Voice in Frankrijk.

## Discografie

### Singles
- 2001 On a tous besoin d'amour (samen met Johnny Hallyday)
- 2002 Un seul mot d'amour
- 2005 Concerto pour deux voix (samen met Jean-Baptiste Maunier)
- 2005 Sans défense
- 2006 La vie comme elle vient
- 2007 Où es-tu

### Albums
- Bewitching (2008)
- Mes jours (2008)